# Shesh Ārestān
Shesh Ārestān (persiska: Shīshārestān, شش آراستان) är en ort i Iran.   Den ligger i provinsen Gilan, i den norra delen av landet, 190 km nordväst om huvudstaden Teheran. Shesh Ārestān ligger 101 meter över havet och antalet invånare är 619.
Terrängen runt Shesh Ārestān är varierad. Runt Shesh Ārestān är det ganska tätbefolkat, med 134 invånare per kvadratkilometer. Närmaste större samhälle är Langarud, 16,1 km norr om Shesh Ārestān. Trakten runt Shesh Ārestān består till största delen av jordbruksmark.